# زندان فوق امنیتی لوزیرا
زندان فوق امنیتی لوزیرا (انگلیسی: Luzira Maximum Security Prison) زندانی واقع در لوزیرا در حومه کامپالا است.